# Fiesta pagana
Fiesta pagana es el tercer sencillo de Mägo de Oz y el primero del álbum Finisterra.
Como sencillo, fue publicado por Locomotive Music, junto a la canción «El señor de los gramillos». Su composición corrió a cargo de Txus di Fellatio, el batería, compositor, y letrista del grupo. Transmite canto en contra de la Iglesia católica de la Edad Media y la represión por parte de esta. También cuenta con un videoclip.

## Lista de canciones
| N.º  | Título                      | Duración |  |
| 1.   | «Fiesta Pagana»             | 4:56     |  |
| 2.   | «El Señor de los Gramillos» | 4:58     |  |
| 9:54 |                             |          |  |

## Versiones
La canción es la más conocida del grupo por lo que incitó a varios grupos e incluso a ellos mismos a versionarla, aquí una lista con todas las versiones hechas por la banda.
| N.º | Título                                                                                              | Duración |  |
| 1.  | «Fiesta pagana (Finisterra)»                                                                        | 4:56     |  |
| 2.  | «Fiesta pagana (en vivo de A Costa da Rock, Madrid Las Ventas, Barakaldo D.F. y Diabulus in Opera)» | 5:56     |  |
| 3.  | «Fiesta Pagana 2.0 (Celtic Land)»                                                                   | 5:42     |  |
| 4.  | «Fiesta Pagana (cantada por Javier Domínguez "Zeta" en Celtic Land)»                                | 5:06     |  |
| 5.  | «Pagan Party (Celtic Land/Celtic Land of Oz)»                                                       | 5:07     |  |
| 6.  | «Fiesta Pagana (Finisterra Opera Rock)»                                                             |          |  |